# Федосеев, Иван Егорович
Иван Егорович Федосеев-Доосо — поэт, прозаик, переводчик, литературный критик

## Биография
Иван Егорович Федосеев родился 20 декабря 1927 года в Чурапчинском улусе. В 1946 году окончил Чурапчинское педагогическое училище им. С. А. Новгородова, в 1950 году — Якутский учительский институт, а в 1954 г. — Якутский педагогический институт. Работал редактором Якутского книжного издательства, преподавателем школы, собственным корреспондентом газеты «Кыым». С 1965 г. — ответственный секретарь редакции журналов «Хотугу сулус» и «Полярная звезда», с 1993 г. — заведующий отделом поэзии журнала «Чолбон». В 1952 г. подвергался необоснованным репрессиям.
Печататься начал в 1950 г. Первый сборник стихов «Таммах уу» («Капелька») издан в 1960 г. В сборнике преобладает пейзажная лирика. Затем последовали новые сборники стихов, рассказов, повестей, очерков, литературно-критических статей. Всего им издано около 40 книг на якутском и русском языках. Многие стихи поэта переложены на музыку и стали популярными песнями. Лирические стихотворения поэта «Сардана», «Тундра» и др. стали любимыми песнями якутской молодежи.
И. Федосеев, как прозаик, тяготеет к художественно-документальному жанру. Его рассказы и повести, в том числе историческая повесть «Холорук» («Вихрь»), особенно ценны тем, что в них читатели могут почерпнуть интереснейшие факты прошлого, ознакомиться с мастерским описанием быта и обычаев северных народов, психологическим раскрытием характеров людей в экстремальных условиях.

## Произведения
- Таммах уу: Хоһооннор, ырыалар. Дьокускай: Кинигэ кыһата, 1960.
- Харыйа: Хоһооннор, ырыалар уонна остуоруйалар. — Дьокуускай: Кинигэ кыһата, 1963.
- Хотугу хоһууттар: Кэпсээннэр, очеркалар. — Дьокуускай: Кинигэ кыһата, 1966.
- Ааттарын киртиппэтэхтэрэ: Орто уонна улахан саастах оҕолорго кэпсээннэр. — Дьокуускай: Кинигэ кыһата, 1973.
- Балыксыттар: Кыра саастах оскуола оҕолоругар. — Дьокуускай: Кинигэ кыһата
- Кыһыл бухатыыр дойдутугар. — Дьокуускай: Кинигэ кыһата, 1976.
- Сергей Мицкевич. — Дьокуускай: Кинигэ кыһата, 1977.
- Күн мичээрэ: Кэпсээннэр. — Дьокуускай: Кинигэ кыһата, 1978.
- Хаарга түспүт кустуктар: Хоһооннор, ырыалар. — Дьокуускай: Кинигэ кыһата, 1979.
- Чороонноох сэргэ: Хоһооннор.- Дьокуускай: Кинигэ кыһата, 1984.
- Сөҕүрүйбэт төлөн: ССРС народнай учуутала М. А. Алексеев туһунан сэһэн. — Дьокуускай: Кинигэ кыһата.
- Дабайыы: Хоһооннор. — Дьокуускай: Кинигэ кыһата, 1988.
- Ойуунускай өлүүтэ уонна тиллиитэ. — Дьокуускай: Кинигэ кыһата, 1993.
- Холорук: Ист. сэһэн, кэпсээннэр. — Дьокуускай: «Бичик», 1993.
- Мин алаас уолабын, сахабын. — Дьокуускай: «Бичик», 1997.
- Олох диэн охсуһуу: Ыстатыйалар, очеркалар, рецензиялар, ахтыылар. — Дьокуускай: «Бичик», 1997.
- Хара мурун. — Дьокуускай: «Бичик», 2000.

## Переводы
И. Федосеевым переведены на якутский язык книги Н. Носова «Приключения Незнайки и его друзей», «Незнайка в Солнечном городе», «Незнайка на Луне», М. Прилежаевой «Жизнь Ленина» и др.

## Награды и звания
Заслуженный работник культуры PC (Я).
Лауреат Государственной премии PC (Я) имени П. А. Ойунского,
Литературной премия СП России имени Н. М. Карамзина,
Республиканская литературная премия имени Эриликэ Эристиинэ.
Член СП СССР с 1964 г.
Знак «Отличник печати СССР», «Отличник шефской работы над селом»